# Никитенко, Мария Николаевна
Мария Николаевна Никитенко (10 января 1946, Куропатники, Тернопольская область — 29 мая 1988, Магдалиновка, Днепропетровская область) — передовик советского сельского хозяйства, доярка колхоза «За мир» села Оленёвка Магдалиновского района Днепропетровской области, полный кавалер ордена Трудовой Славы (1985).

## Биография
Родилась в 1946 году в селе Куропатники Бережанского района Тернопольской области.
В 1964 году переехала в Магдалиновский район Днепропетровской области и стала трудиться на ферме дояркой колхоза «За мир» в селе Оленёвка.
Быстро освоила профессию и стала работать на высокий результат, включившись в социалистическое соревнование. Неоднократно участвовала во Всесоюзной выставке достижений народного хозяйства. В 1975 году сумела надоить 4700 килограммов молока от каждой коровы в среднем за год, в 1980 году — 5050 килограммов, а в 1985 году — 5300 килограммов молока.
Указом Президиума Верховного Совета СССР от 10 марта 1976 года была награждена орденом Трудовой Славы 3-й степени.
Указом Президиума Верховного Совета СССР от 6 марта 1981 года была награждена орденом Трудовой Славы 2-й степени.
Указом Президиума Верховного Совета СССР от 5 декабря 1985 года за успехи, достигнутые при выполнении плана и социалистических обязательств по увеличению продукции животноводства была награждена орденом Трудовой Славы 1-й степени. Стала полным кавалером Ордена Трудовой Славы.
Избиралась депутатом сельского совета.
Проживала в посёлке Магдалиновка Днепропетровской области. Умерла 29 мая 1988 года. Похоронена на поселковом кладбище.

## Награды
- Орден Трудовой Славы 1-й степени (05.12.1985);
- Орден Трудовой Славы 2-й степени (06.03.1981);
- Орден Трудовой Славы 3-й степени (10.03.1976);
- медали.